# Edwards Point, Antarktis
Edwards Point är en udde i Antarktis. Den ligger i Sydshetlandsöarna. Argentina, Chile och Storbritannien gör anspråk på området.
Terrängen inåt land är kuperad åt nordväst, men österut är den platt. Havet är nära Edwards Point söderut. Trakten är glest befolkad. Närmaste befolkade plats är Maldonado Station, 12,6 kilometer väster om Edwards Point.